# Агенција Киком
Агенција Киком је југословенска телевизијска хумористичка серија из 1990. године. Серија прати живот Кизе и Комине после серије Доме, слатки доме, њихове улоге поново тумаче Слободан Нинковић и Ратко Танкосић.

## Улоге
| Глумац                     | Улога     |
| -------------------------- | --------- |
| Слободан Бода Нинковић     | Киза      |
| Ратко Танкосић             | Комина    |
| Бранка Петрић              | Рамула    |
| Драго Чумић                | полицајац |
| Горан Даничић              | Мандрак   |
| Оливера Викторовић         | Снежана   |
| Бранислав Петрушевић       | Бећири    |
| Александар Хрњаковић       |           |
| Драгољуб Љубичић           |           |
| Милан Михаиловић           |           |
| Драгољуб Гула Милосављевић |           |
| Олга Одановић              |           |

Комплетна ТВ екипа  ▼
| Редитељ              | Андрија Ђукић    |
| Сценариста           | Југослав Ћосић   |
| Директор фотографије | Фатмир Нуши      |
| Mонтажер             | Петар Путниковић |
| Сценограф            | Гордана Живковић |
| Костимограф          | Снежана Сарач    |